# Robert Bainbridge (cầu thủ bóng đá)
Robert Esmond Bainbridge (sinh ngày 22 tháng 2 năm 1931), hay Bobby Bainbridge, là một cựu cầu thủ bóng đá người Anh thi đấu ở vị trí Tiền đạo ở Football League cho York City, ở bóng đá non-league cho Cliftonville, Terrys, Frickley Colliery, Denaby United và Selby Town.